# George Gordon, IV conde de Huntly
George Gordon, IV conde de Huntly (1514 - 28 de octubre de 1562) fue un noble escocés.

## Vida
Era hijo de John Gordon, Lord Gordon y Margaret Stewart, hija de Jacobo IV. George Gordon heredó su condado y sus propiedades en 1524 a los 10 años. Como comandante del ejército del Rey  derrotó a los ingleses en la Batalla de Haddon Rig en 1542, fue miembro del consejo de Regencia de James Hamilton, II conde de Arran y el Cardinal Beaton y ocupó el puesto de Canciller tras el asesinato de Beaton en 1546. Fue capturado en la Batalla de Pinkie Cleugh en 1547 y confinado en la Torre de Londres pero en otoño 1548 fue liberado tras el pago del rescate entregado por Robert Carnegie, Señor Kinnaird.
En 1550 acompañó a María de Guisa a Francia. Se unió a los Lores de la Congregación en 1560 y estuvo dispuesto a aceptar a María de Escocia, hasta que ella le privó del condado de Moray, que le había sido en 1549, para entregárselo a su medio hermano James Stewart, tras lo que George Gordon se retiró a sus propiedades en el nordeste de Escocia.
María visitó la zona en agosto de 1562, le fue denegada la entrada a Inverness Castle por orden de Gordon. Las fuerzas de la Reina capturaron el Castillo antes de desplazarse a Aberdeen donde convocó a Gordon, que se negó a responder y fue proscrito. Él marchó sobre Aberdeen pero fue derrotado por James Stewart, en la Batalla de Corrichie en octubre de 1562.  Murió de apoplejía tras su captura y su hijo, Sir John fue ejecutado en Aberdeen. Huntly fue expropiado por el parlamento póstumamente en mayo de 1563.
Tras su muerte su cuerpo y los bienes capturados en Strathbogie Castle fueron embarcados en Aberdeen con destino Edimburgo y llevados a Holyrood Palace. Cuando María fue encarcelada en Lochleven, se le devolvieron a la condesa.

## Familia
El 27 de marzo de 1530 se casó con Elizabeth Keith, hija de Robert Keith, Maestro de Marischal, con quien  tuvo nueve hijos y tres hijas, incluyendo;
- Thomas Gordon
- George Gordon, V conde de Huntly
- Lady Margaret Gordon
- Lady Jean Gordon, Condesa de Bothwell
- Lady Elizabeth Gordon (m. 1557), casada con John Stewart, conde de Atholl
- Alexander Gordon, Lord Gordon
- Sir John Gordon, ejecutado en 1562 después de que Corrichie, Laird de Findlater.[4]
- James Gordon (nacido 1541)[5]
- Adam Gordon (nacido 1545)[6]